# Uwolnienie świętego Piotra z okowów
Uwolnienie świętego Piotra z okowów – malowidło ścienne namalowane przez Rafaela. Znajduje się w Stanza di Eliodoro w Pałacu Apostolskim w Watykanie.
Malowidła w Stanza di Eliodoro powstały w latach 1511–1514 na zamówienie papieża Juliusza II. Obok Uwolnienia św. Piotra z okowów w ich skład wchodzą również: freski Wypędzenie Heliodora ze świątyni, Msza Bolseńska oraz Spotkanie papieża Leona I z Attylą, sklepienia prezentujące epizody ze Starego Testamentu, a także kariatydy przedstawiające bogactwo Państwa Kościelnego. Uwolnienie św. Piotra z okowów zostało ukończone po śmierci Juliusza II, o czym świadczy inskrypcja na malowidle. Fresk został ukończony w 1513 lub 1514 roku, prawdopodobnie jako ostatni spośród malowideł w Stanza di Eliodoro.
Temat fresku pochodzi z Dziejów Apostolskich. Po tym jak Herod Agryppa osadził Piotra Apostoła w więzieniu w Jerozolimie, by wydać go Żydom po święcie Paschy, w celi ukazał się anioł, który uwolnił Piotra. Rafael wprowadził element narracji, dzieląc fresk na trzy historie. W centrum kompozycji anioł uwalnia z kajdan św. Piotra. Bijąca z anioła jasność kontrastuje z czarną kratą więzienną. Boski wysłannik ma na sobie szatę w jasnych barwach. Zdaniem historyka sztuki Mariusza Karpowicza, malując fresk Rafael odwrócił rolę anioła i św. Piotra. Bijąca od anioła gloria czyni postać materialną i wyrazistą, podczas gdy będący w cieniu św. Piotr przypomina ducha. Po lewej stronie zostali umieszczeni strażnicy, którzy są ganieni przez dowódcę za dopuszczenie do ucieczki więźnia. Scena ta jest oświetlona blaskiem zachodzącego Księżyca, dodatkowo zbroje połyskują w blasku pochodni. Scena po prawej stronie przedstawia wyprowadzenie Piotra Apostoła z więzienia. Ukazany na freski św. Piotr ma rysy papieża Juliusza II.
W Galerii Uffizi we Florencji znajduje się studium fresku, wykonane ok. 1512 roku.